# هوچ گوم
هوچ گوم (به لاتین: Höch Gumme) یک کوه در سوئیس است که در کانتون برن واقع شده‌است. هوچ گوم ۲٬۲۰۵ متر بالاتر از سطح دریا واقع شده‌است.